# Neuroergonomie
 (septembre 2019).
Si vous disposez d'ouvrages ou d'articles de référence ou si vous connaissez des sites web de qualité traitant du thème abordé ici, merci de compléter l'article en donnant les références utiles à sa vérifiabilité et en les liant à la section « Notes et références ».
La neuroergonomie est l’application des théories et des outils des neurosciences à l’ergonomie. La recherche traditionnelle en ergonomie s’appuie fortement sur la psychologie des facteurs humains pour expliquer des concepts comme la fiabilité humaine, le temps de réponse ou encore les comportements en situation de stress. La neuroergonomie explique ces phénomènes en recourant à des explications biologiques, fondées notamment sur le fonctionnement cérébral.

## Définition
La neuroergonomie a été initiée par le Dr Raja Parasuraman, pour le domaine des Facteurs Humains dans l'industrie aérospatiale. Elle vise à concevoir des systèmes plus sûrs, garantissant une efficience plus grande du couple opérateur/système[pas clair], en se basant sur les connaissances actuelles et émergentes dans le domaine. Elle permet également une meilleure compréhension des fonctions exécutives et des performances humaines en situation.
Elle mobilise des connaissances dans deux domaines : les neurosciences, par l'étude des processus cognitifs et neuronaux, et les facteurs humains qui permettent l’adaptation des technologies aux capacités et limitations humaines afin que l’utilisateur puisse travailler efficacement en toute sécurité. Elle permet ainsi de concevoir des produits adaptés au fonctionnement cognitif humain tout en améliorant le processus de formation des futurs utilisateurs.

## Applications
Ce domaine d'étude est en pleine expansion, notamment grâce à l’émergence des techniques de monitoring non invasives permettant de visualiser l’activité cérébrale humaine (ex. : imagerie par résonance magnétique fonctionnelle). De nombreuses problématiques peuvent être étudiées grâce à ces nouveaux outils, comme la charge de travail, l’attention, la mémoire de travail, le contrôle moteur ou encore la manipulation d’interfaces. Ce champ interdisciplinaire peut ainsi étudier les bases neuronales de la perception ou de la cognition, ainsi que les performances contingentes, dans l’utilisation d’une interface.
Les domaines d’applications de la neuroergonomie sont variés : aéronautique, conduite automobile, pharmacologie, étude de l’utilisation d’un ordinateur, d’un PDA ou d'autres objets à interface particulière dans le contexte personnel ou professionnel, conception d’interfaces de systèmes embarqués (avion, train, voiture, bateau).